# Véronique Collard
Véronique Collard, née à Libramont le 9 juin 1963, est une athlète belge spécialiste des courses de fond. Elle a été plusieurs fois championne de Belgique sur diverses distances. Elle a participé aux Jeux olympiques de Barcelone.

## Championnat de Belgique
| Discipline                  | Résultats | Année                        |
| --------------------------- | --------- | ---------------------------- |
| cross-country (cross long)  | 1re       | 1987, 1988, 1989, 1990, 1993 |
| cross-country (cross court) | 1re       | 2000, 2001, 2002             |
| 10 000 m                    | 1re       | 1989, 1992, 1993             |
| semi-marathon               | 1re       | 1993                         |

## Récompense
Elle remporte le Spike d'Or en 1989.